# Peachtree Road
Albums de Elton John
Songs from the West Coast
(2001) The Captain & the Kid
(2006)
Peachtree Road est un album studio du chanteur et musicien britannique Elton John, sorti en 2004. Son titre renvoie à Peachtree Road, la partie nord de Peachtree Street à Atlanta, où Elton John possède une maison. Quoique apprécié par la critique, il n'a pas remporté un grand succès public.

## Liste des titres
| No  | Titre                              | Durée |
| --- | ---------------------------------- | ----- |
| 1.  | Weight of the World                | 3:58  |
| 2.  | Porch Swing in Tupelo              | 4:38  |
| 3.  | Answer in the Sky                  | 4:03  |
| 4.  | Turn the Lights Out When You Leave | 5:02  |
| 5.  | My Elusive Drug                    | 4:12  |
| 6.  | They Call Her the Cat              | 4:27  |
| 7.  | Freaks in Love                     | 4:32  |
| 8.  | All That I'm Allowed               | 4:52  |
| 9.  | I Stop and I Breathe               | 3:39  |
| 10. | Too Many Tears                     | 4:14  |
| 11. | It's Getting Dark in Here          | 3:50  |
| 12. | I Can't Keep This from You         | 4:34  |